# Expedição 11
Expedição 11 foi a décima-primeira expedição à Estação Espacial Internacional, lançada do Cosmódromo de Baikonur, no Cazaquistão, em 15 de abril de 2005, com a nave Soyuz TMA-6. Depois de cerca de seis meses no espaço realizando experiências na ISS, a nave pousou nas estepes cazaques em 11 de outubro, encerrando a Expedição.
Foi durante esta missão que o cosmonauta russo Sergei Krikalev quebrou o recorde mundial de permanência no espaço, perfazendo um total de 803 dias após a aterrissagem, conseguido num total de seis missões espaciais.

## Tripulação
| Posição           | Tripulante      |                 |
| ----------------- | --------------- | --------------- |
| Comandante        | Sergei Krikalev | Sergei Krikalev |
| Engenheiro de voo | John Phillips   | John Phillips   |

## Parâmetros da missão
- Massa: 187.016 kg
- Perigeu: ~384 km
- Apogeu: ~396 km
- Inclinação: ~51.6°
- Período: ~92 min

## Missão
A bordo da ISS, por uma semana os dois tripulantes receberam diversas atividades a serem completadas dos integrantes da Expedição anterior e foram familiarizados com os procedimentos e sistemas da estação, além de treino com o braço robótico Canadarm 2. Durante oito dias, os dois tiveram a companhia do astronauta italiano da ESA Roberto Vittori, que participou de diversas experiências a bordo e retornou com os integrantes da Expedição anterior. Entre as várias experiências realizadas pela tripulação durante a permanência em órbita, destacaram-se o desenvolvimento de um sistema global de aferição de tempo, testes de cristalização de proteínas e estudos do metabolismo humano e regulação hormonal do volume de sangue na microgravidade. 
Em 28 de julho, a tripulação recebeu a visita da STS-114 Discovery - a primeira missão do ônibus espacial após o acidente com a nave Columbia em 2003 -   que entregou um giroscópio de controle de altitude como parte de quatro toneladas de carga para o Módulo de Logística Multifuncional Rafaello.
Em setembro, duas naves não-tripuladas russas Progress acoplaram-se à estação trazendo mantimentos e equipamentos para a tripulação, entre eles água, combustível e carga seca incluindo geradores de oxigênio. Em 18 de agosto, Krikalev e Phillips realizaram uma caminhada espacial com a duração de 4h 58m. Nela, os dois astronautas removeram da parte externa e trouxeram para o interior da ISS um experimento russo num pequeno container contendo bactérias, acoplado ao módulo Pirs, um coletor de detritos de micrometeoritos orbitais e instalaram uma câmera de televisão no exterior do módulo Zvezda, entre outras atividades.
Em 3 de outubro de 2005 a Soyuz TMA-7 acoplou-se com a ISS trazendo os integrantes da Expedição 12, que conviveram uma semana trocando informações e tarefas com Krikalev e Phillips. Em 10 de outubro, às 21:49 UTC, a Souyz TMA-6 desacoplou-se da ISS e pousou às 01:09 UTC do dia 11 nas estepes do Cazaquistão, encerrando a missão.

## Galeria

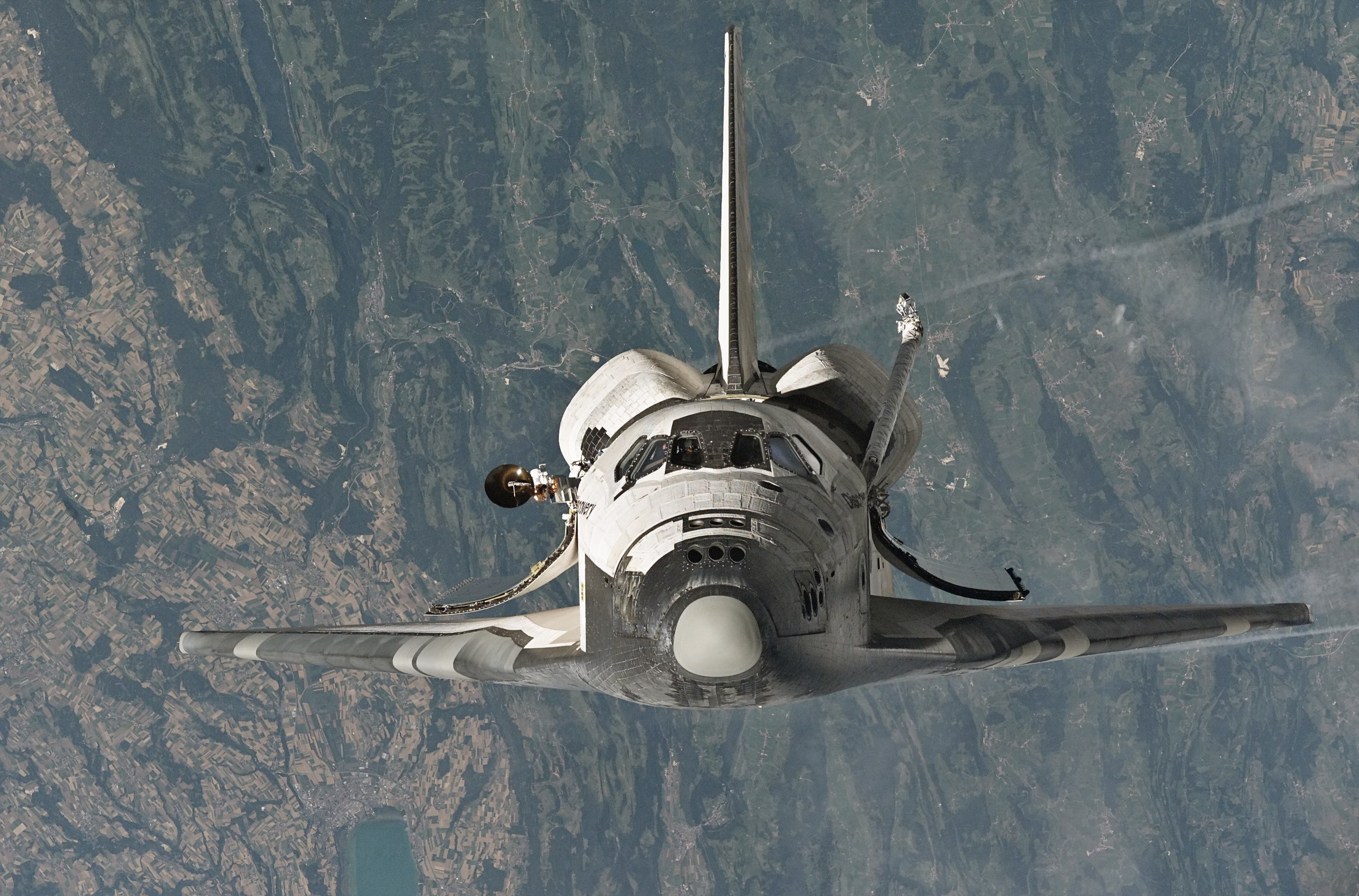
A Discovery aproximando-se para acoplagem com a ISS durante a Expedição 11.
O furacão Dennis fotografado da ISS sobre o Golfo do México em 9 de julho de 2005.
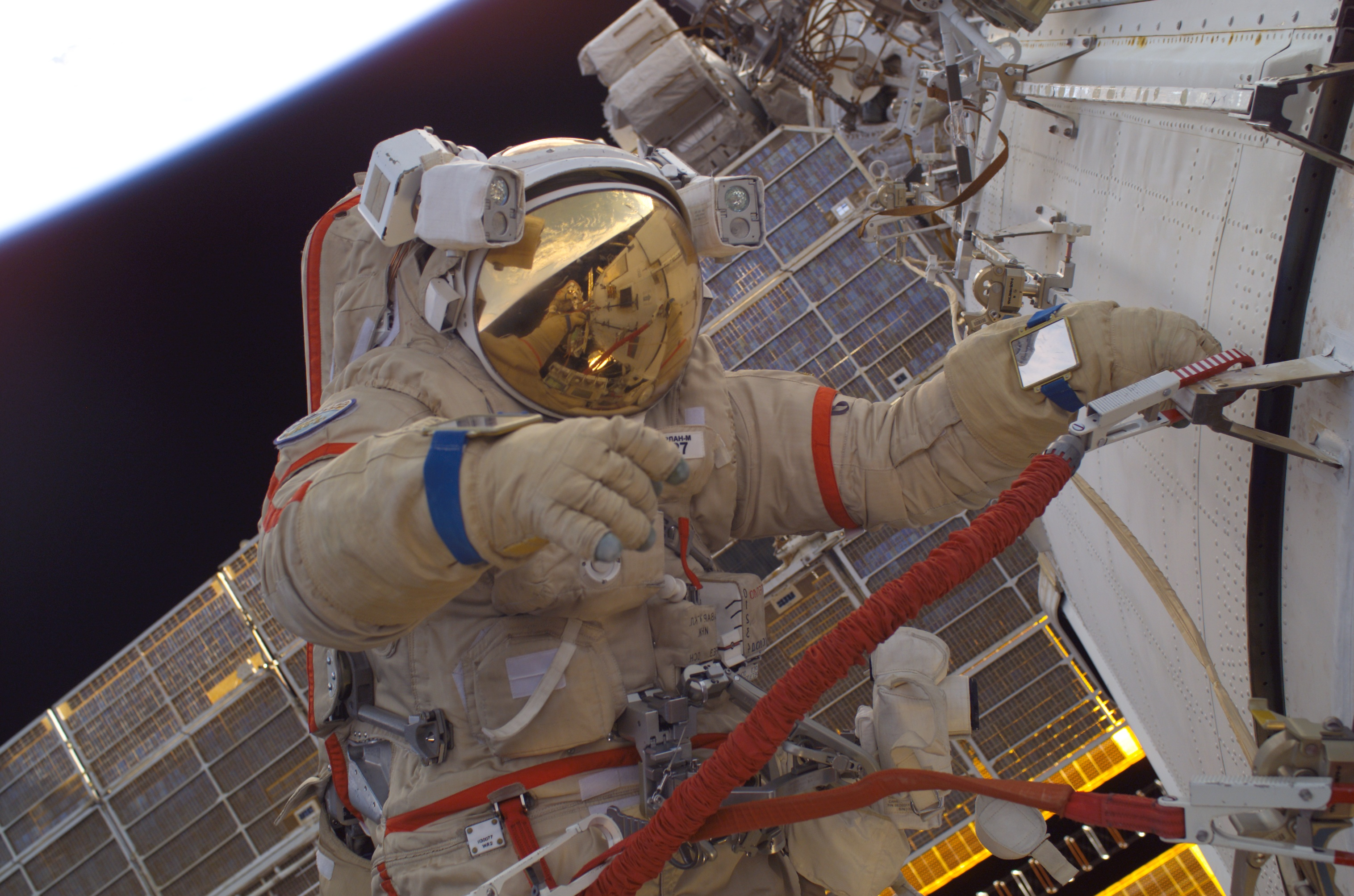
Phillips em atividade extra-veicular.
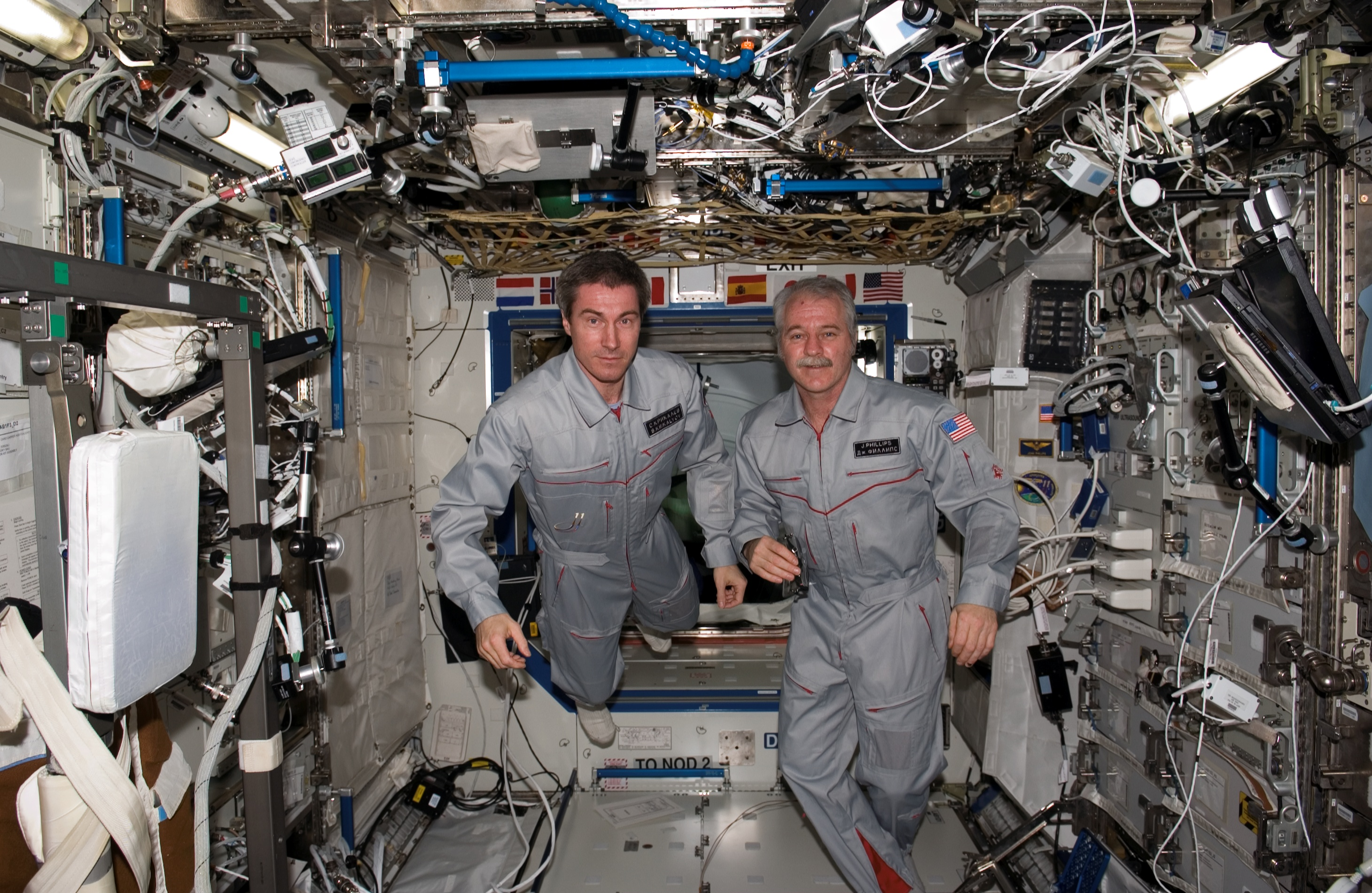
Krikalev e Phillips a bordo do módulo Destiny.
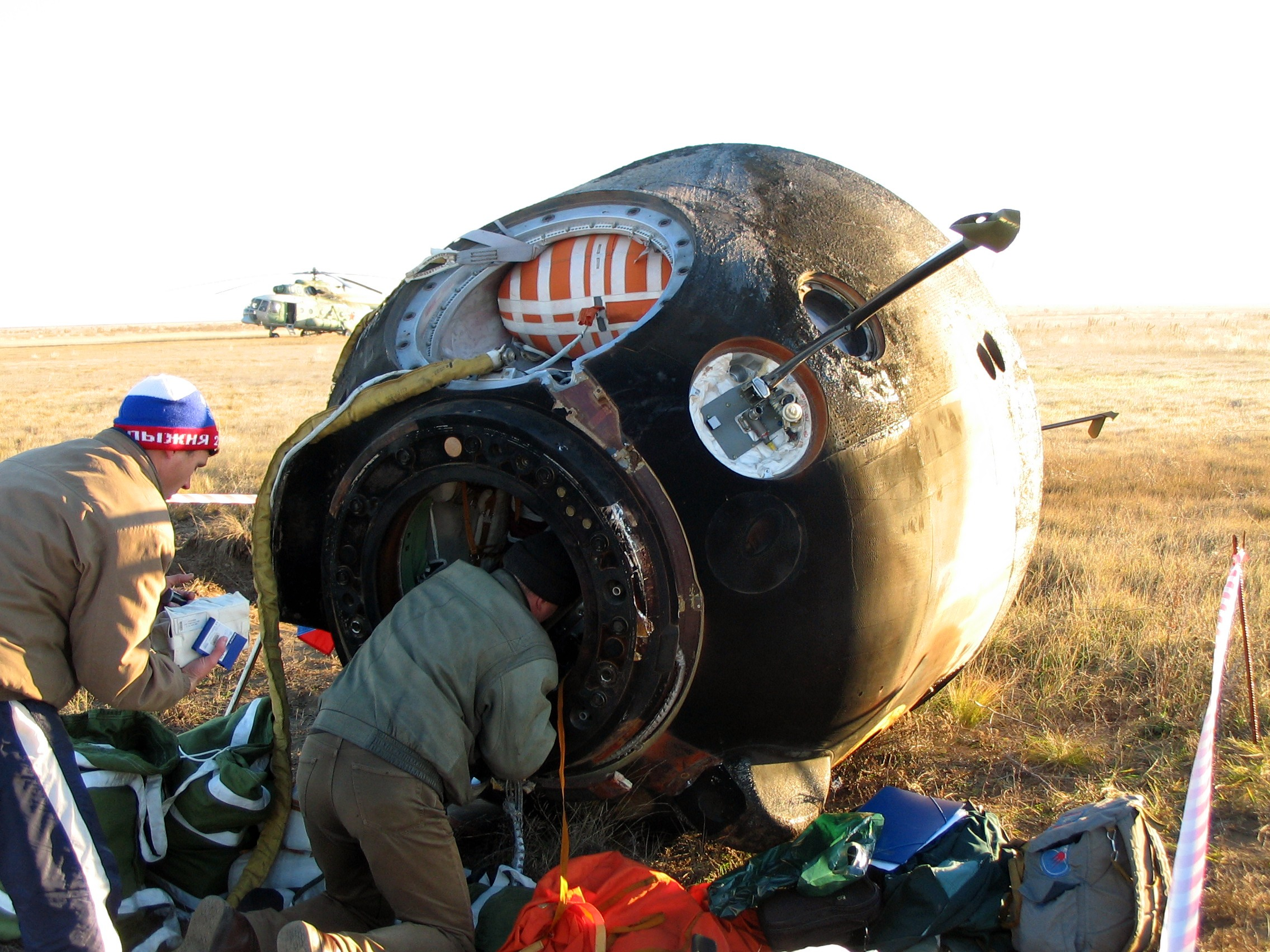
A Soyuz TMA-6 após o pouso no Cazaquistão.